# 聖護院
聖護院（しょうごいん）是位在日本京都府京都市左京區的寺院，本山修驗宗總本山。本尊不動明王、開基（創立者）為增譽。又稱為聖護院門跡（ しょうごいんもんぜき）、錦林府。代代由法親王擔任住持的門跡寺院，為天台宗寺門派（天台寺門宗）三門跡之一。日本修驗道的中心寺院之一。江戶時代後期曾2度作為假皇居。

## 關連項目
- 修驗道
- 熊野權現
- 吉野山金峯山寺
- 大峯山寺
- 醍醐寺三寶院
- 聖護院八橋

## 外部連結
- 聖護院門跡 （页面存档备份，存于）